# Championnats d'Europe de gymnastique artistique féminine 2004
Navigation
Édition précédente Édition suivante
Les 25e championnats d'Europe de gymnastique artistique féminine ont eu lieu à Amsterdam (Pays-Bas) en 2004

## Résultats

### Concours par équipe
| Pos.               | Pays     | Gymnaste                                                                                    | Points  |
| ------------------ | -------- | ------------------------------------------------------------------------------------------- | ------- |
| Médaille d'or      | Roumanie | Daniela Sofronie, Silvia Stroescu, Monica Rosu, Catalina Ponor, Alexandra Eremia            | 112.772 |
| Médaille d'argent  | Ukraine  | Alina Kozich, Iryna Yarotska, Olha Sherbatykh, Alona Kvasha, Iryna Krasnianska              | 111.247 |
| Médaille de bronze | Russie   | Svetlana Khorkina, Elena Zamolodchikova, Anna Pavlova, Polina Miller, Leysira Gabdrakmanova | 110.423 |

### Concours général individuel
| Position           | Pays     | Gymnaste             | Points |
| ------------------ | -------- | -------------------- | ------ |
| Médaille d'or      | Ukraine  | Alina Kozich         | 37.262 |
| Médaille d'argent  | Roumanie | Daniela Sofronie     | 37.224 |
| Médaille de bronze | Russie   | Elena Zamolodchikova | 37.149 |
| 4                  | Russie   | Svetlana Khorkina    | 36.848 |
| 5                  | Espagne  | Elena Gomez          | 36.736 |
| 6                  | Ukraine  | Irina Yarotska       | 35.936 |
| 7                  | Italie   | Maria Teresa Gargano | 35.786 |
| 8                  | Grèce    | Stefani Bismpikou    | 35.512 |
| 9                  | Suisse   | Melanie Marti        | 35.275 |
| 10                 | France   | Soraya Chaouch       | 35.250 |

### Finales par engins

#### Saut
| Position           | Pays        | Gymnaste             | Points |
| ------------------ | ----------- | -------------------- | ------ |
| Médaille d'or      | Roumanie    | Monica Rosu          | 9.499  |
| Médaille d'argent  | Russie      | Anna Pavlova         | 9.381  |
| Médaille de bronze | Russie      | Elena Zamolodchikova | 9.381  |
| 4                  | Ukraine     | Olga Sherbatykh      | 9.200  |
| 5                  | Roumanie    | Daniela Sofronie     | 9.193  |
| 6                  | Royaume-Uni | Vanessa Hobbs        | 9.162  |
| 7                  | Belgique    | Aagje Vanwalleghem   | 9.137  |
| 8                  | Allemagne   | Yvonne Musik         | 9.087  |

#### Barres asymétriques
| Position           | Pays        | Gymnaste          | Points |
| ------------------ | ----------- | ----------------- | ------ |
| Médaille d'or      | Russie      | Svetlana Khorkina | 9.662  |
| Médaille d'argent  | Royaume-Uni | Elizabeth Tweddle | 9.587  |
| Médaille de bronze | Ukraine     | Iryna Krasnianska | 9.562  |
| 4                  | Ukraine     | Irina Yarotska    | 9.525  |
| 5                  | Espagne     | Tania Gener       | 9.362  |
| 6                  | Roumanie    | Daniela Sofronie  | 9.325  |
| 7                  | Espagne     | Sara Moro         | 9.312  |
| 8                  | France      | Soraya Chaouch    | 8.525  |

#### Poutre
| Position           | Pays      | Gymnaste             | Points |
| ------------------ | --------- | -------------------- | ------ |
| Médaille d'or      | Roumanie  | Catalina Ponor       | 9.725  |
| Médaille d'argent  | Roumanie  | Alexandra Eremia     | 9.575  |
| Médaille de bronze | Russie    | Svetlana Khorkina    | 9.325  |
| 4                  | Ukraine   | Iryna Krasnianska    | 9.200  |
| 5                  | Ukraine   | Alina Kozich         | 8.875  |
| 6                  | Slovaquie | Zuzuna Sekerova      | 8.850  |
| 7                  | Russie    | Elena Zamolodchikova | 8.775  |
| 8                  | Pays-Bas  | Suzanne Harmes       | 8.050  |

#### Sol
| Position           | Pays     | Gymnaste             | Points |
| ------------------ | -------- | -------------------- | ------ |
| Médaille d'or      | Roumanie | Catalina Ponor       | 9.637  |
| Médaille d'argent  | Espagne  | Elena Gómez          | 9.575  |
| Médaille de bronze | Italie   | Maria Teresa Gargano | 9.350  |
| 4                  | Pays-Bas | Suzanne Harmes       | 9.325  |
| 5                  | Ukraine  | Irina Yarotska       | 9.262  |
| 6                  | France   | Marine Debauve       | 9.162  |
| 7                  | Russie   | Svetlana Khorkina    | 9.112  |
| 8                  | Ukraine  | Alona Kvasha         | 8.500  |